# Попов, Георгий Александрович
Георгий Александрович Попов (27.12.1924, Ревда, Уральская область, РСФСР, СССР — 03.06.2002, Дегтярск, Свердловская область, Россия) — советский военнослужащий, участник Великой Отечественной войны, полный кавалер ордена Славы, разведчик 488-й отдельной разведывательной роты — на момент представления к награждению орденом Славы 1-й степени.

## Биография
Родился 27 декабря 1924 года в городе Ревда Свердловской области. Образование незаконченное среднее. Работал на шахте в городе Дегтярск электрослесарем.
В мае 1942 года был призван в Красную Армию Ревдинским райвоенкоматом. С этого же времени на фронте. В августе 1942 года был тяжело ранен. К осени 1943 года воевал разведчиком 488-й отдельной разведывательной роты 219-й стрелковой дивизии. 24 сентября 1943 года во время разведки в составе группы прикрытия обеспечивал выполнение боевой задачи. Обнаружив приближавшихся противников встретил их огнём из автомата, убил трёх солдат, собрал у них ценные документы и доставил их в штаб. Был награждён медалью «За отвагу».
31 марта 1944 года у деревни Сунуплява красноармеец Попов, действуя в группе захвата, скрытно пробрался на позицию противника и гранатами подорвал огневую точку вместе с расчётом. Затем, обеспечивая работу группы захвата, огнём из автомата уничтожил до 12 противников. Был представлен к награждению орденом Красной Звезды.
Приказом по частям 219-й стрелковой дивизии от 18 апреля 1944 года красноармеец Попов Георгий Александрович награждён орденом Славы 3-й степени.
30 апреля 1944 года близ озера Лубанас красноармеец Попов участвовал в разведке и захвате контрольного пленного. При пересечении нейтральной полосы группа была обнаружена и вступила в бой. В этой схватке гранатами забросал пулемёт врага и из автомата расстрелял несколько противников. Участвовал в захвате «языка» и доставил его в штаб. Был представлен к награждению орденом Красного Знамени.
Приказом по войскам 3-й ударной армии от 23 мая 1944 года красноармеец Попов Георгий Александрович был награждён орденом Славы 2-й степени.
10 июня 1944 года красноармеец Попов в составе группы разведчиков проник в тыл врага в районе населённого пункта Рундены. Выполняя боевую задачу в тактической глубине обороны разведчики захватили до роты пленных. Красноармеец попов лично захватил 4 солдат противника, огнём из автомата и в рукопашной схватке уничтожил до 12 противников. Был представлен к награждению орденом Славы 1-й степени.
24 августа 1944 года красноармеец Попов вновь отличился в разведке. Обеспечивая выполнение боевой задачи, уничтожил до 9 противников, захватил 2 пленных. Награждён орденом Отечественной войны 2-й степени.
Указом Президиума Верховного Совета СССР от 24 марта 1945 года красноармеец Попов Георгий Александрович награждён орденом Славы 1-й степени. Стал полным кавалером ордена Славы.
Также награждён орденом Отечественной войны 1-й степени, Красного Знамени, Красной Звезды, медалями, в том числе медалью «За отвагу».
В 1945 году старшина Попов Г. А. был демобилизован. Вернулся на родину. Жил в городе Дегтярске Свердловской области. Работал в местном рудоуправлении электрослесарем.
Умер 3 июня 2002 года. Похоронен на кладбище города Дегтярска.